# Herbier marin

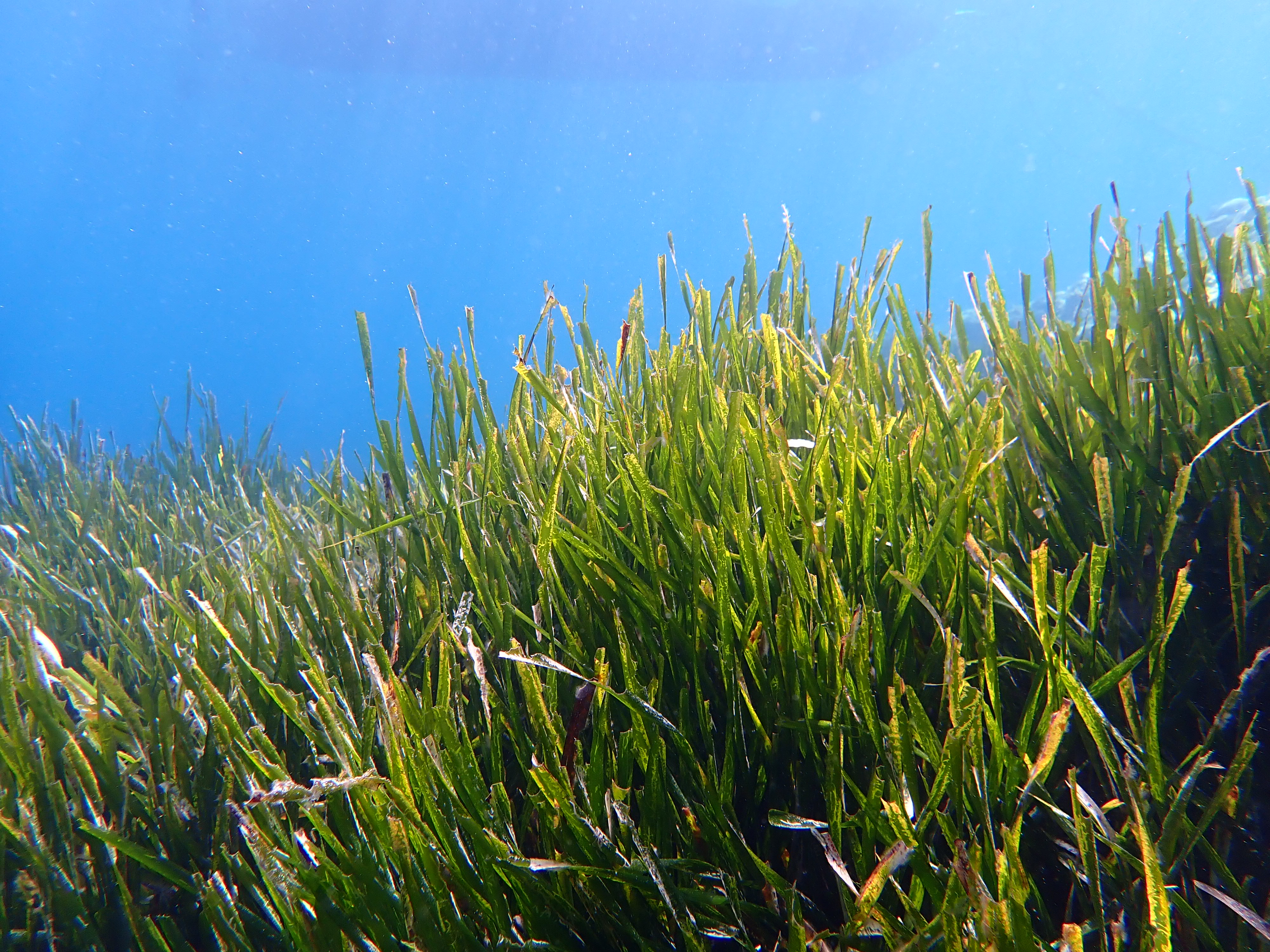
Herbier de posidonies, Posidonia oceanica, en Méditerranée.

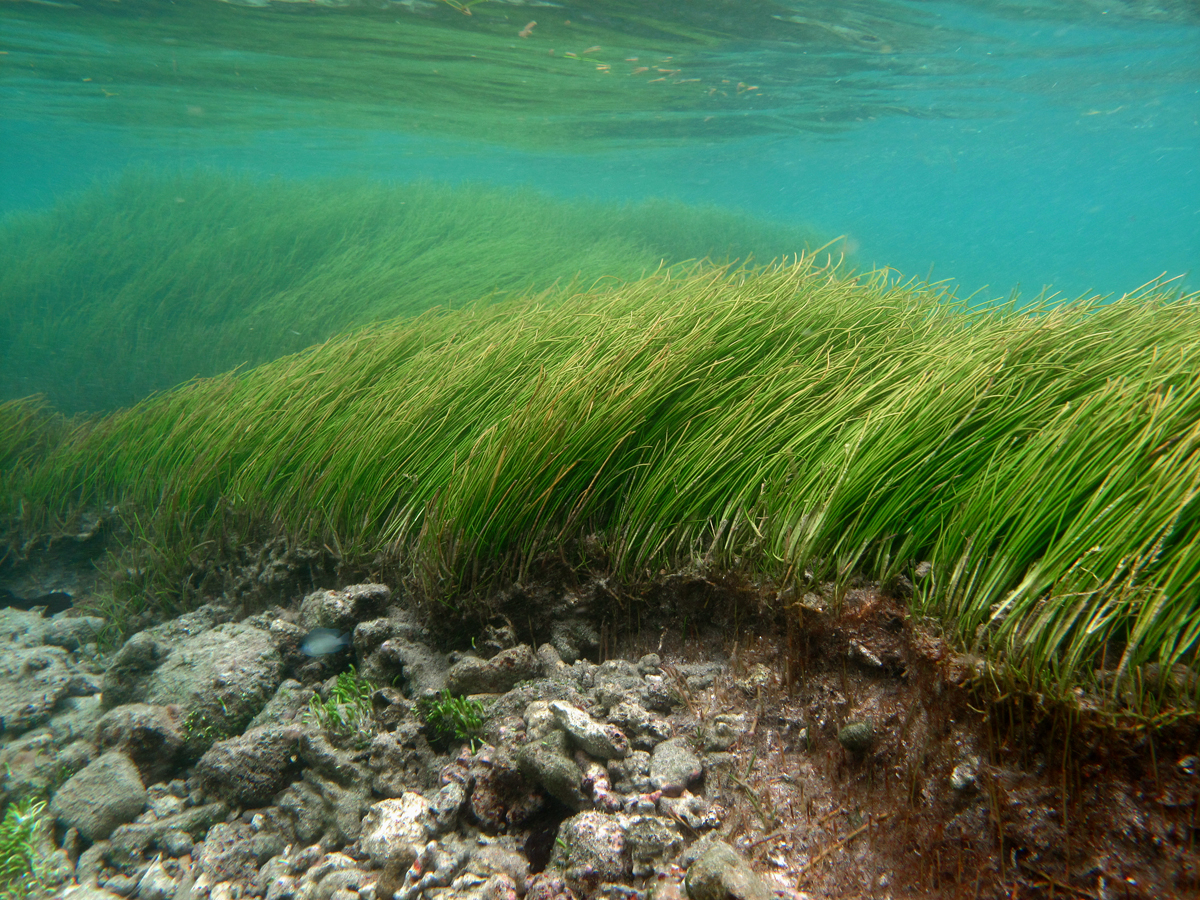
Un herbier de Syringodium isoetifolium à La Réunion : on voit une partie des racines à nu, preuve qu'il s'agit de plantes marines (phanérogames) et non d'algues.

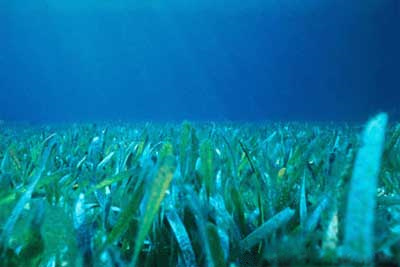
Herbier de Thalassia dans les eaux des côtes de Floride.

Les herbiers marins sont des prairies sous-marines qui poussent dans la plupart des mers du globe, en environnement strictement salin. Ils sont composés de plantes à fleurs (phanérogames marines) et non d'algues.
Ces plantes appartiennent à l'une des quatre familles suivantes : Zosteraceae, Posidoniaceae, Cymodoceaceae et Hydrocharitaceae. 
Ces Magnoliophytes marines (classe des monocotylédones) sont polyphylétiques et donc, selon le système de classification utilisé, on place ces plantes :
- soit dans l'ordre des Alismatales ;
- soit dans les ordres des Najadales et des Hydrocharitales[1].

Ces herbiers sont un habitat côtier ou péri-insulaire ayant un rôle écologique et halieutique et donc économique important dans le monde. Ils contribuent à la fixation du fond marin, à la clarification de l'eau et abritent une biodiversité spécifique. Ils ont un rôle dans l'atténuation et l'adaptation au dérèglement climatique et soutiennent la pêche côtière en tant que zone de reproduction et/ou nurserie pour de nombreuses espèces d'intérêt halieutique,.

Leur position et faible profondeur les rend « vulnérables à des pressions telles que celles de la pêche et de l'aquaculture, mais aussi de la navigation de plaisance et des activités récréatives »
Leur étendue diminue de plus de 10 % par décennie.

## Écologie
Les herbiers marins jouent un rôle majeur dans les écosystèmes des proches rivages marins de tous les continents excepté l'Antarctique.

### Des prairies sous-marines

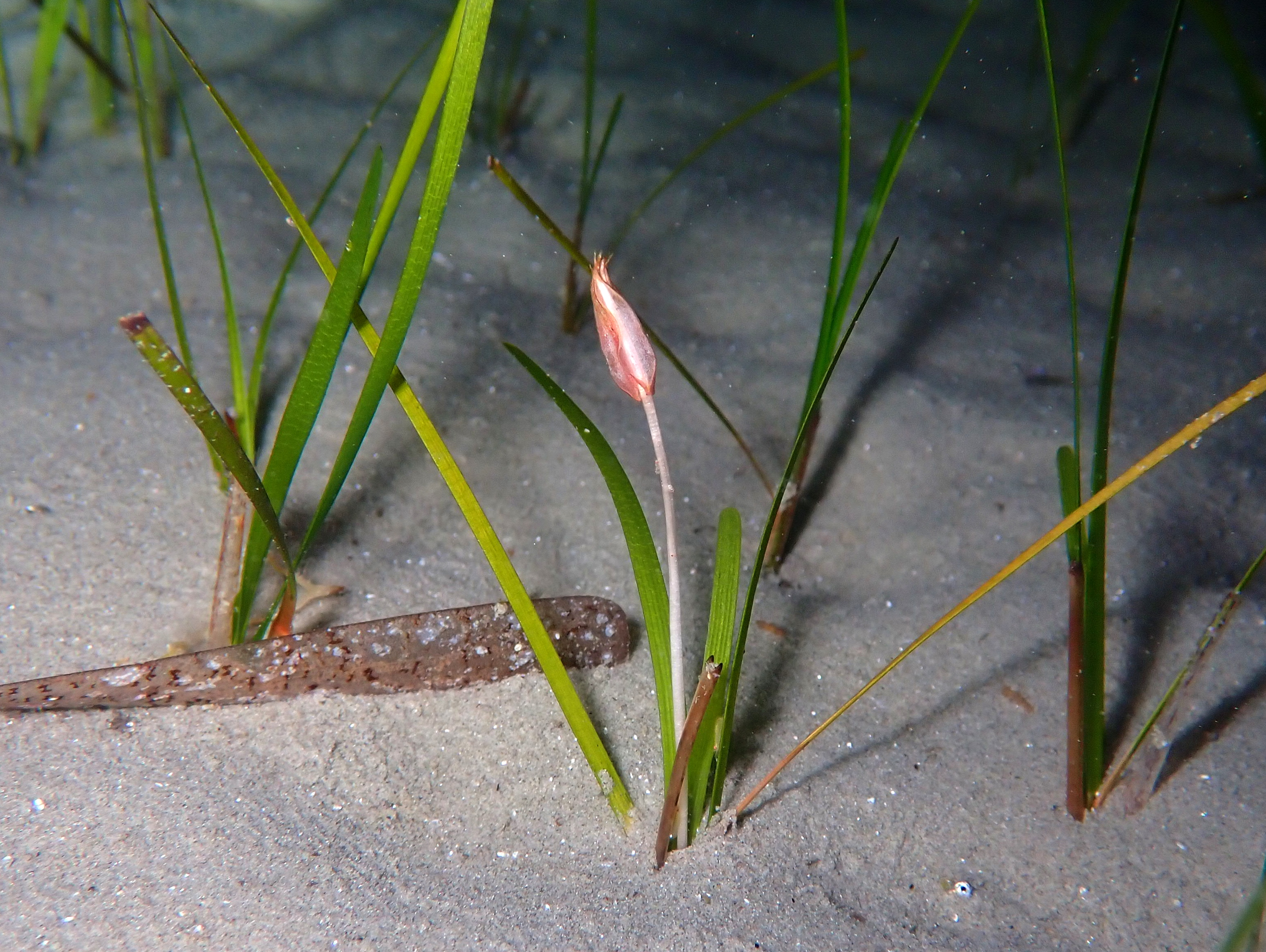
Cymodocea nodosa en fleurs, en Corse.

Ces curieuses plantes à fleurs sous-marines constituent des groupements appelés « herbiers », car leurs feuilles sont longues et étroites, vertes la plupart du temps, et parce que ces plantes poussent souvent sous la forme de grandes « prairies » qui ressemblent à des pâturages. En d'autres termes, nombre des plantes qui constituent les herbiers marins ressemblent à première vue à des graminées terrestres de la famille des Poaceae, même si elles n'en font en réalité pas partie (toutes sont des plantes à fleurs).
Ce sont génétiquement des plantes semblables aux plantes terrestres, mais dont les ancêtres sont redevenus marins il y a environ 100 millions d’années. Elles comportent des racines, des tiges horizontales ou verticales, et des feuilles qui assurent, comme celles des plantes terrestres, la fonction chlorophyllienne. Ces phanérogames marines peuvent couvrir de vastes étendues et ont un rôle écologique important : stabilisation des sédiments, réduction de la vitesse des courants, oxygénation de l’eau, stockage de carbone, apport de nourriture pour certaines espèces, nourricerie pour d’autres, abri pendant la période de repos, etc.
Du fait que ces plantes doivent effectuer leur photosynthèse, elles sont limitées dans leur habitat et ne peuvent vivre qu'immergées dans la zone photique (elles nécessitent donc des eaux claires), et la plupart de ces plantes poussent dans les eaux côtières protégées et peu profondes, enracinées dans le sable ou la vase, parfois sur substrat rocheux. L'ensemble de leur cycle vital, en particulier la pollinisation, s'effectue en milieu sub-aquatique.

### Des prairies souvent poly-spécifiques

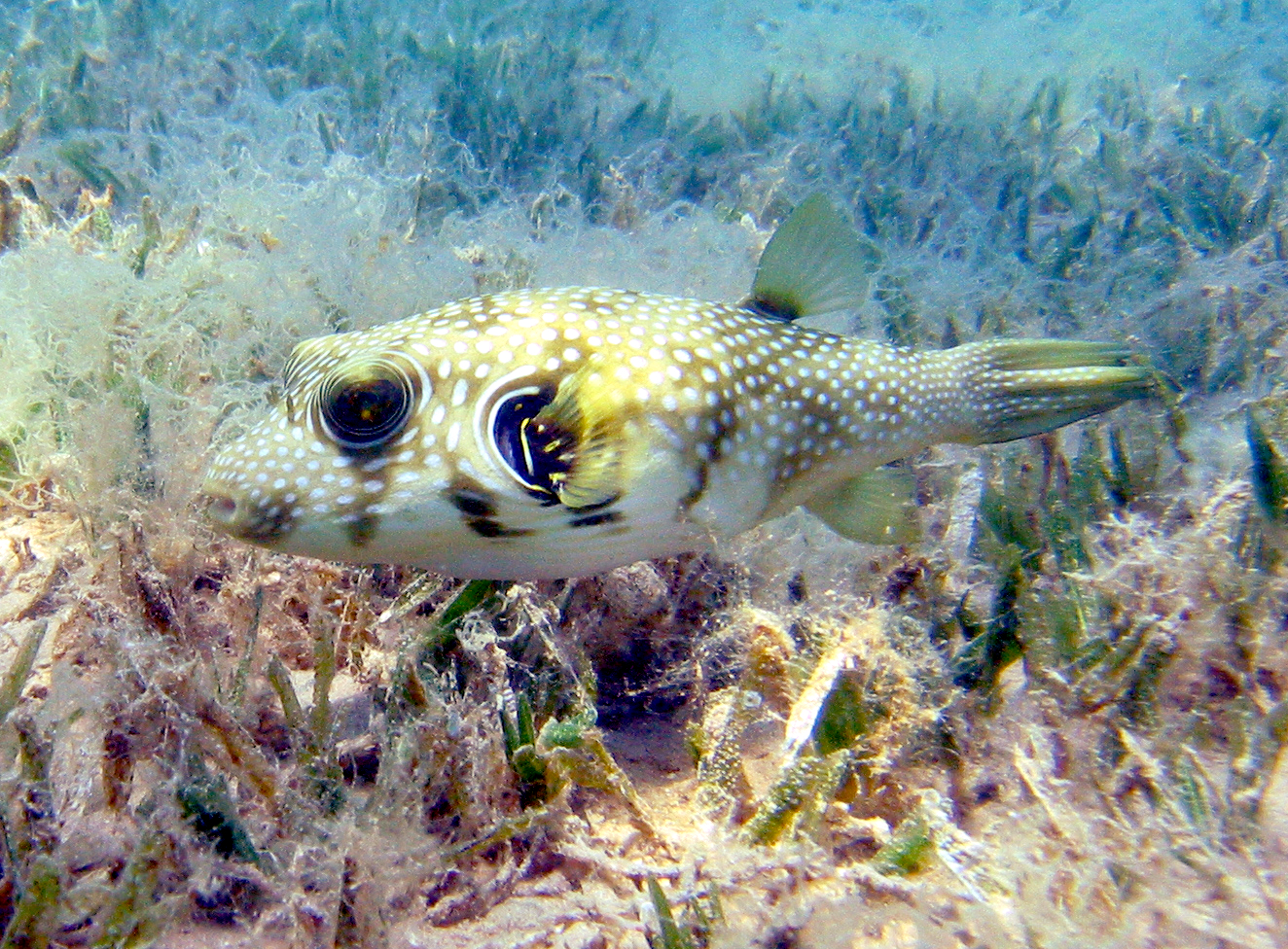
Poisson-ballon Arothron hispidus souvent trouvé sur les herbiers tropicaux.

Les herbiers marins forment des prairies extensives qui peuvent être soit mono-spécifiques (renfermant une seule espèce), soit multi-spécifiques (plusieurs espèces coexistent).
Environ 70 espèces formant ces herbiers ont été décrites dans les mers du globe, bien que la taxonomie de ce groupe de plantes soit encore discutée. Par exemple, Phillipps et Menez (1988) ne reconnaissent que 48 espèces.
Dans les zones tempérées généralement, un nombre restreint d'espèces dominent, voire une seule (comme la zostère Zostera marina dans l'Atlantique Nord), alors que les prairies tropicales sont généralement plus diversifiées, avec un maximum de 13 espèces dans un seul herbier enregistré dans les Philippines. L'Australian Institute of Marine Science évalue à 30 le nombre d'espèces dans l'ensemble des eaux australiennes.
Les eaux du seul détroit de Torrès, au nord de l'Australie, hébergeraient 11 espèces.
En Méditerranée, on dénombre 5 espèces : Posidonia oceanica, Zostera marina, Zostera noltii, Cymodocea nodosa et depuis peu Halophila stipulacea. Cette dernière est une espèce de mer Rouge et de l'océan Indien nouvellement introduite en Méditerranée, vraisemblablement via le canal de Suez, d'où le nom « d'espèce lessepsienne » parfois donné à une espèce issue de cette migration, en référence à Ferdinand de Lesseps, promoteur du canal.

### Des écosystèmes très riches

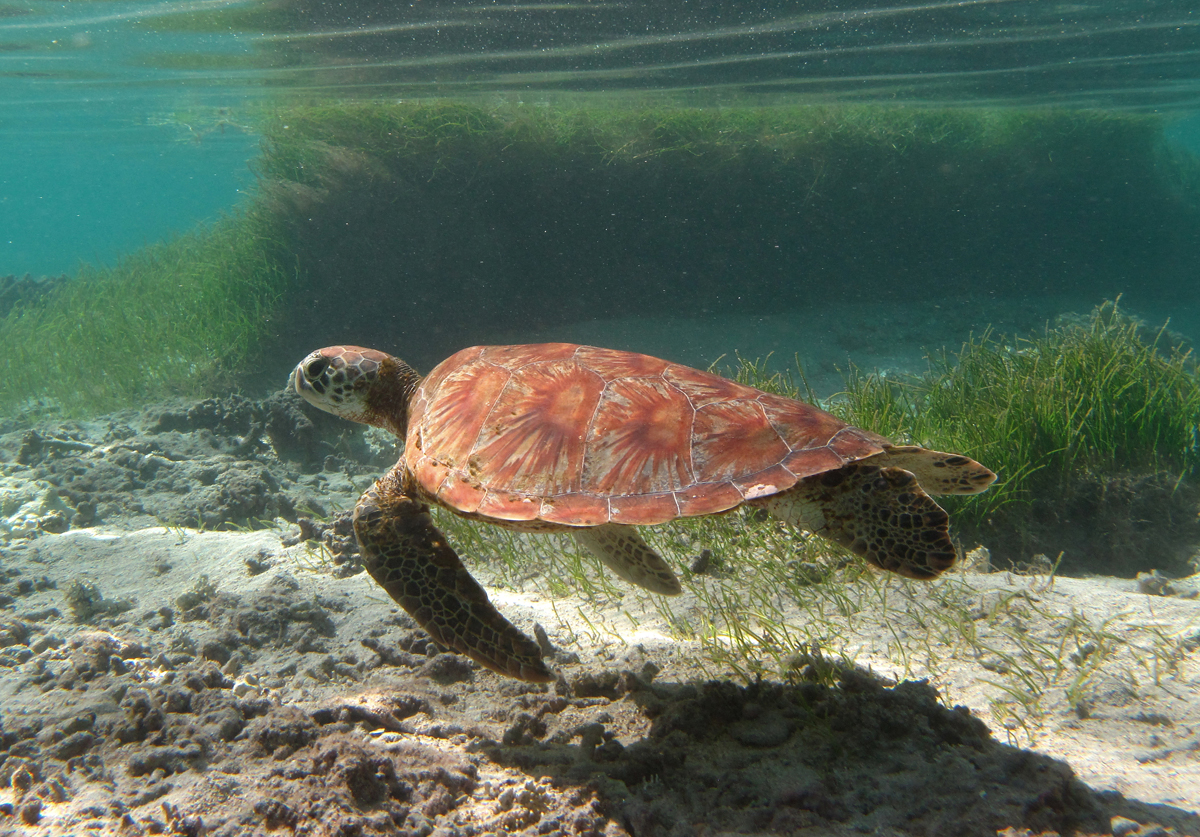
La tortue verte (Chelonia mydas) se nourrit en grande partie de phanérogames marines, et les juvéniles fréquentent souvent les herbiers.

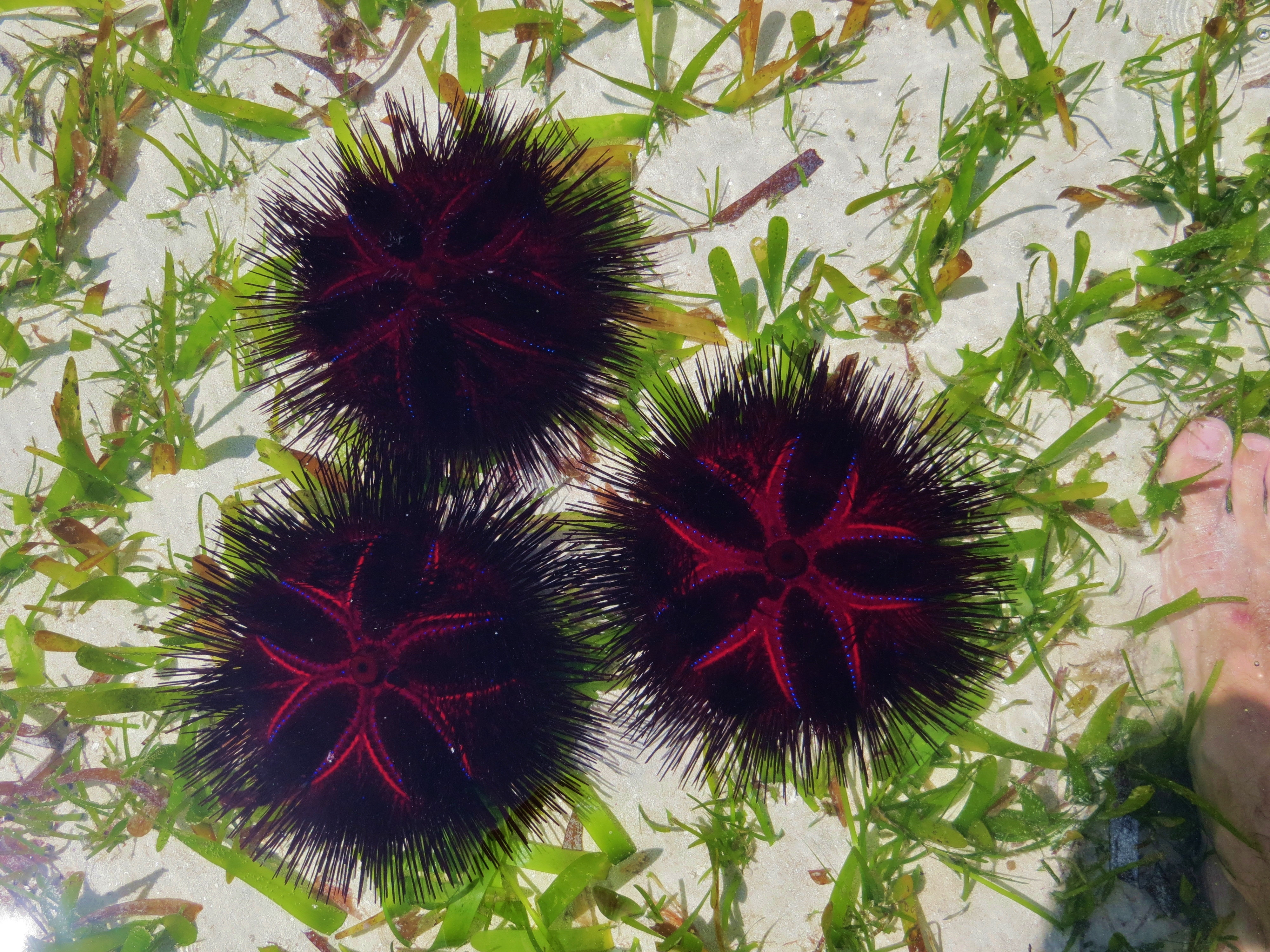
Un groupe d'oursins rouges (Astropyga radiata) dans un herbier peu profond au Kenya. Les oursins figurent parmi les principaux brouteurs de phanérogames marines.

Les herbiers sont des écosystèmes hautement diversifiés et productifs. Ils peuvent héberger des centaines d'espèces associées appartenant à tous les phylums du vivant, par exemple des poissons juvéniles et adultes, des oursins (qui sont souvent les principaux brouteurs dans les herbiers), des mollusques, des vers polychètes, des nématodes mais aussi des algues épiphytes ou des algues libres macroscopiques ou microscopiques (foraminifères...). Peu d'espèces ont été initialement considérées comme se nourrissant directement des feuilles d'herbiers, en partie en raison de leur contenu nutritionnel faible, mais des publications scientifiques et l'amélioration des méthodes de travail ont montré que les herbivores marins constituent un maillon très important dans la chaîne alimentaire, avec des centaines d'espèces qui se nourrissent sur les herbiers des mers du monde, notamment les dugongs, les lamantins, des poissons, des oies, des cygnes, des oursins et des crabes. Les feuilles en décomposition sont également dégradées par une grande quantité d'organismes détritivores, notamment des holothuries (« concombres de mer »). .
Les herbiers marins sont parfois appelés « ingénieurs d'écosystème », car ils créent en partie leur propre habitat : les feuilles ralentissent les courants, augmentant la sédimentation ; les racines et les rhizomes stabilisent le substrat du fond marin. Leur importance pour les espèces associées est due principalement à la fourniture d'abris (de par leur structure en trois dimensions dans la colonne d'eau), et au taux extraordinairement élevé de leur productivité primaire. En conséquence, les herbiers apportent aux zones côtières un certain nombre de biens et services d'écosystèmes, encore appelés services écologiques, par exemple : enrichissement des zones de pêche, protection mécanique contre les vagues et donc limitation de l'érosion côtière, production de dioxygène... Ils sont également un élément important des réseaux de corridors biologiques sous-marins.

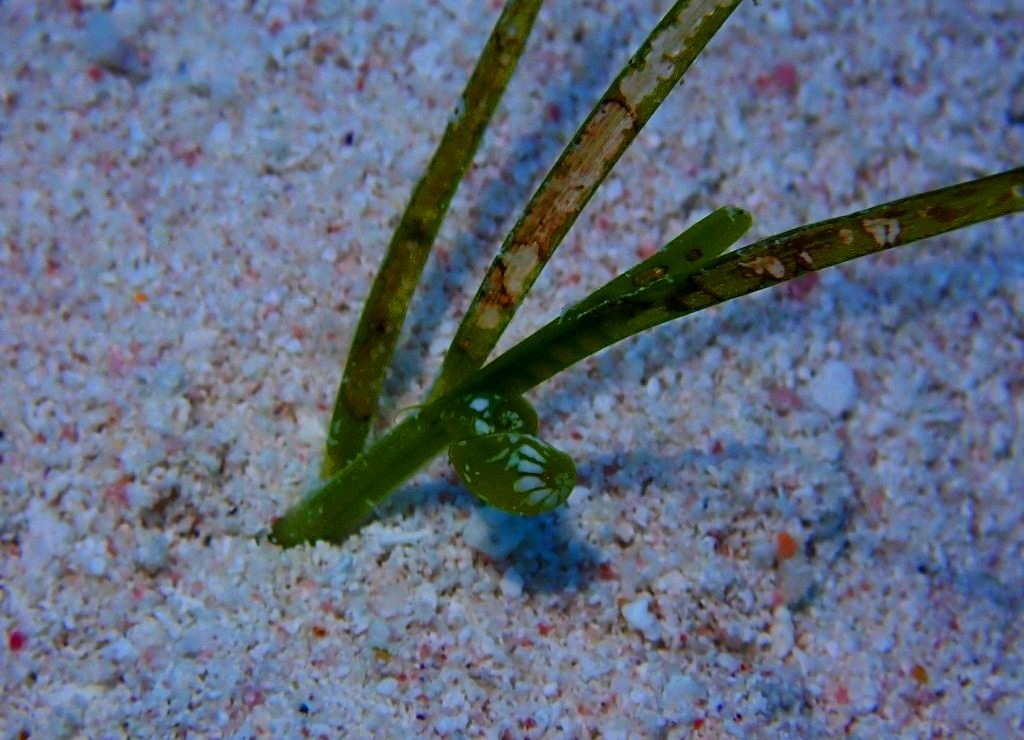
Nérite émeraude (Smaragdia viridis) sur une feuille de posidonie.
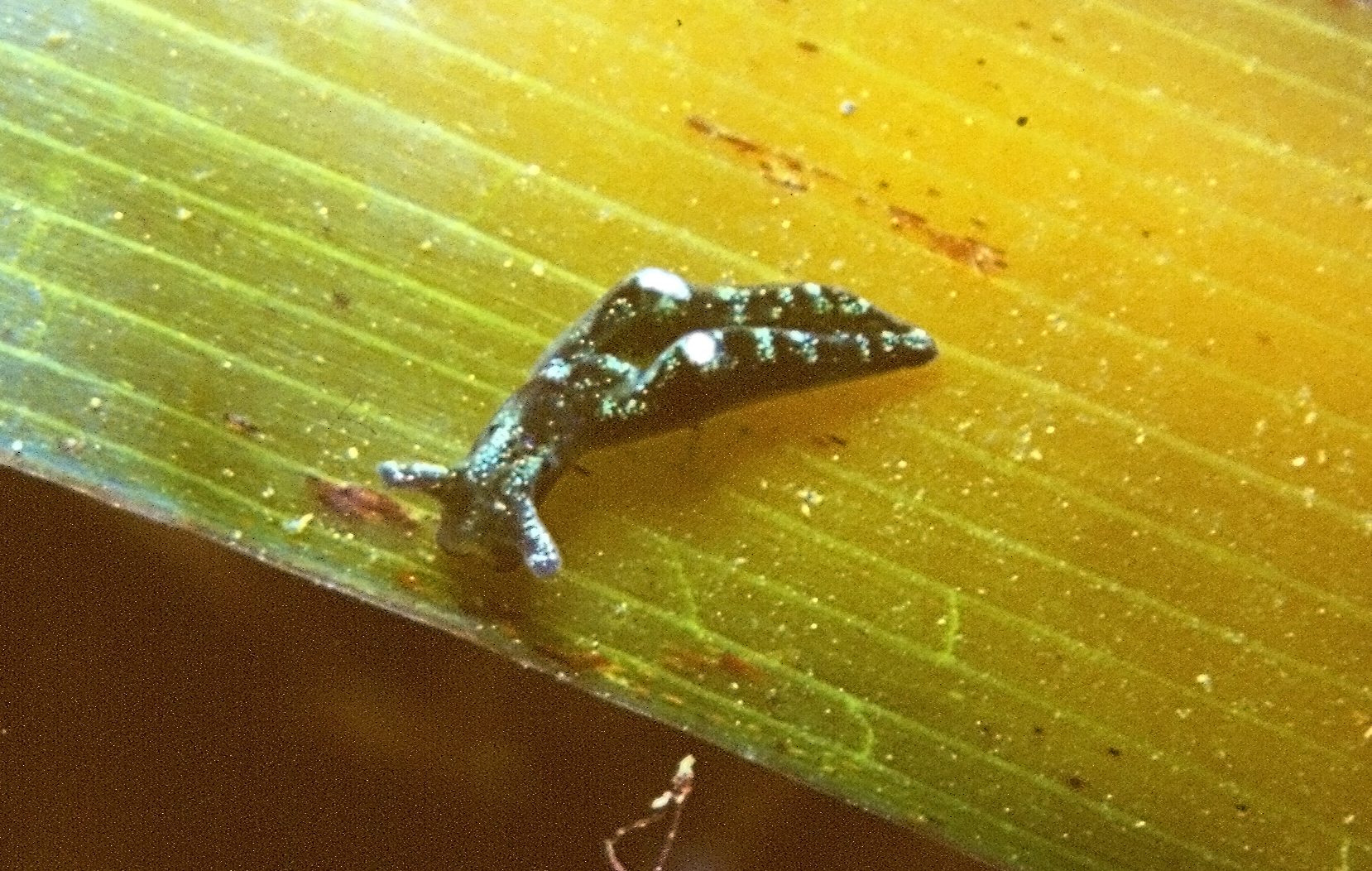
Une limace de mer Elysia gordanae sur une feuille de posidonie.
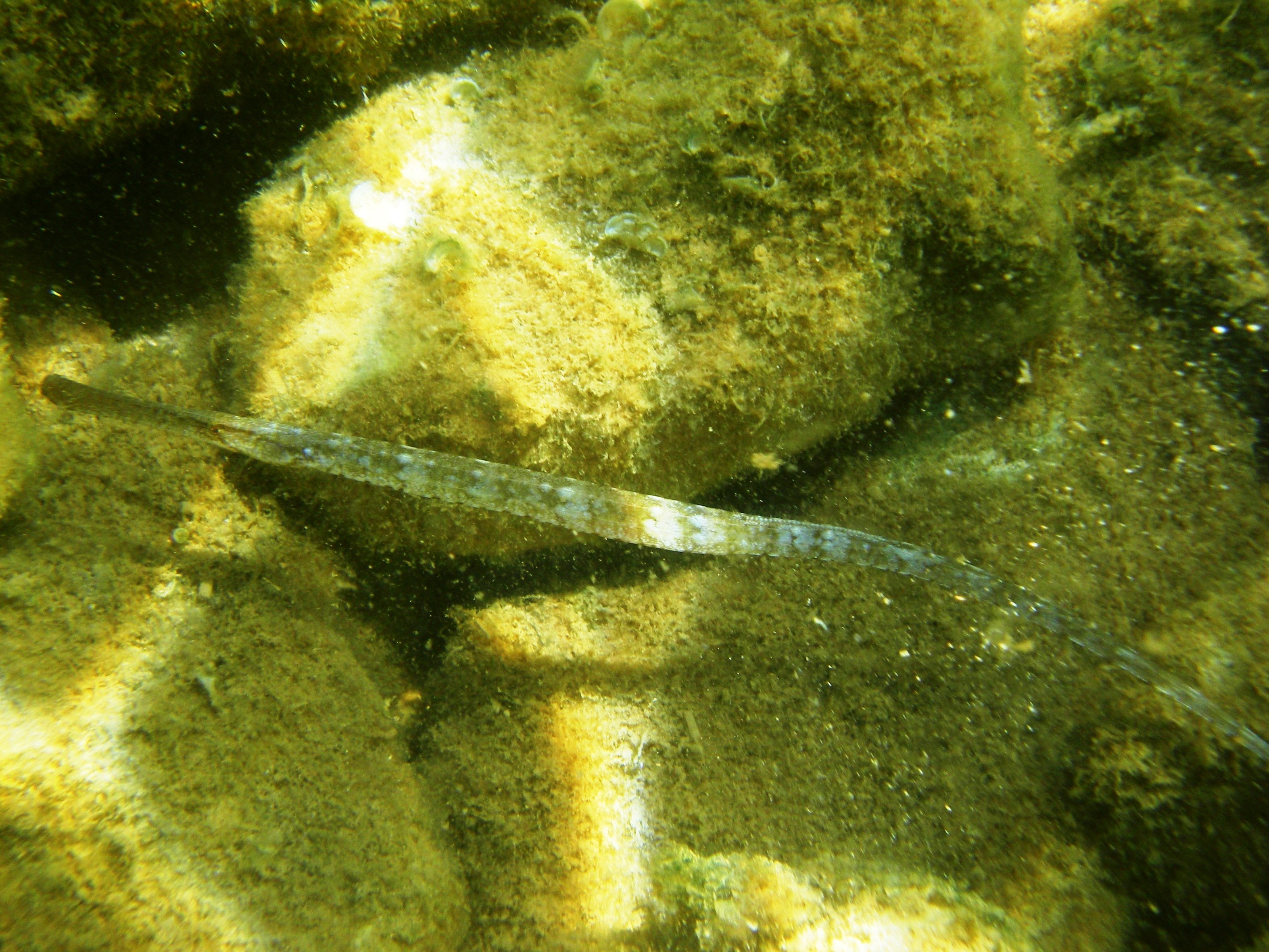
Syngnathus typhle, un poisson mimétique des feuilles mortes de posidonies.
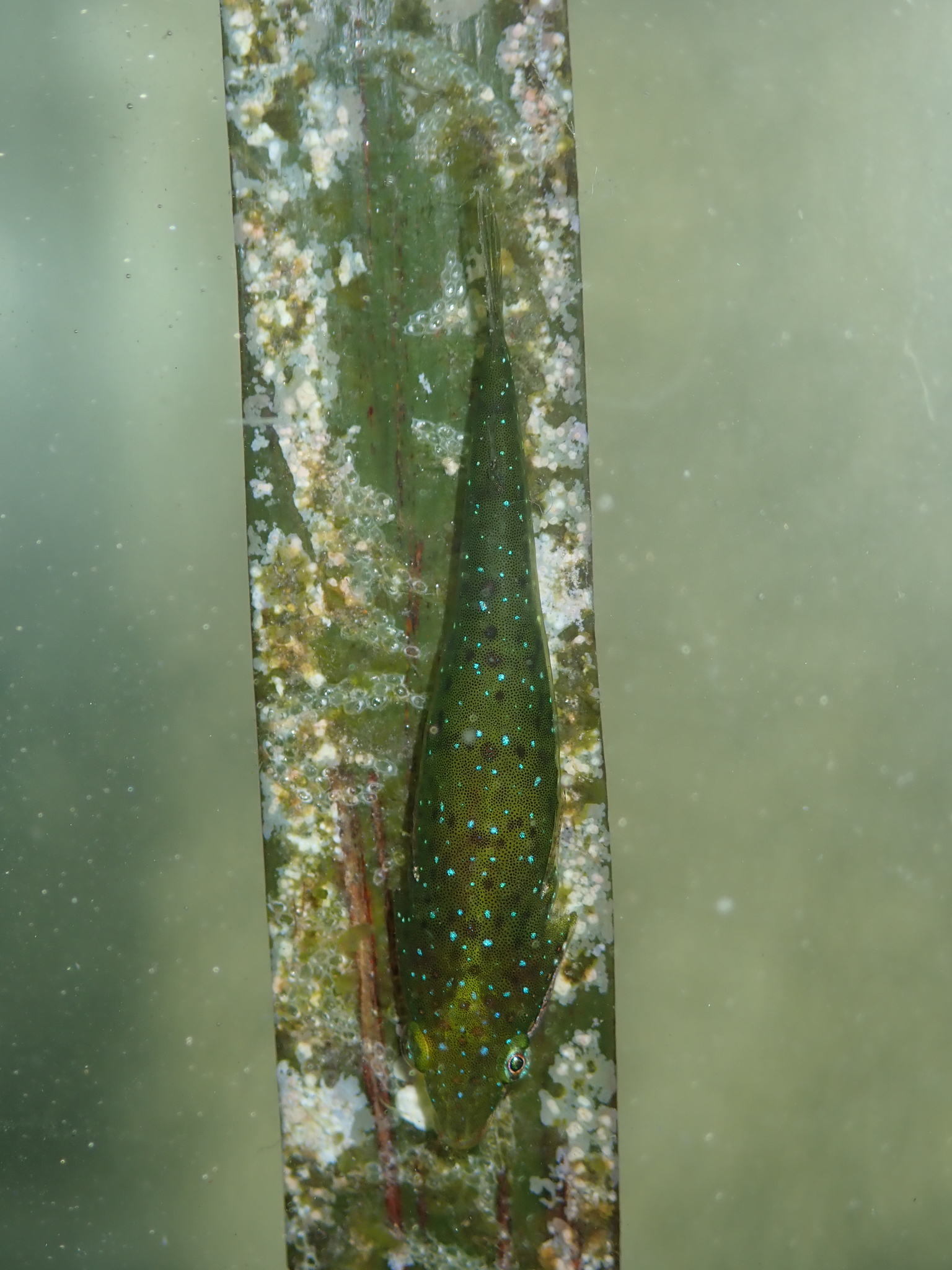
Opeatogenys gracilis, autre poisson mimétique.
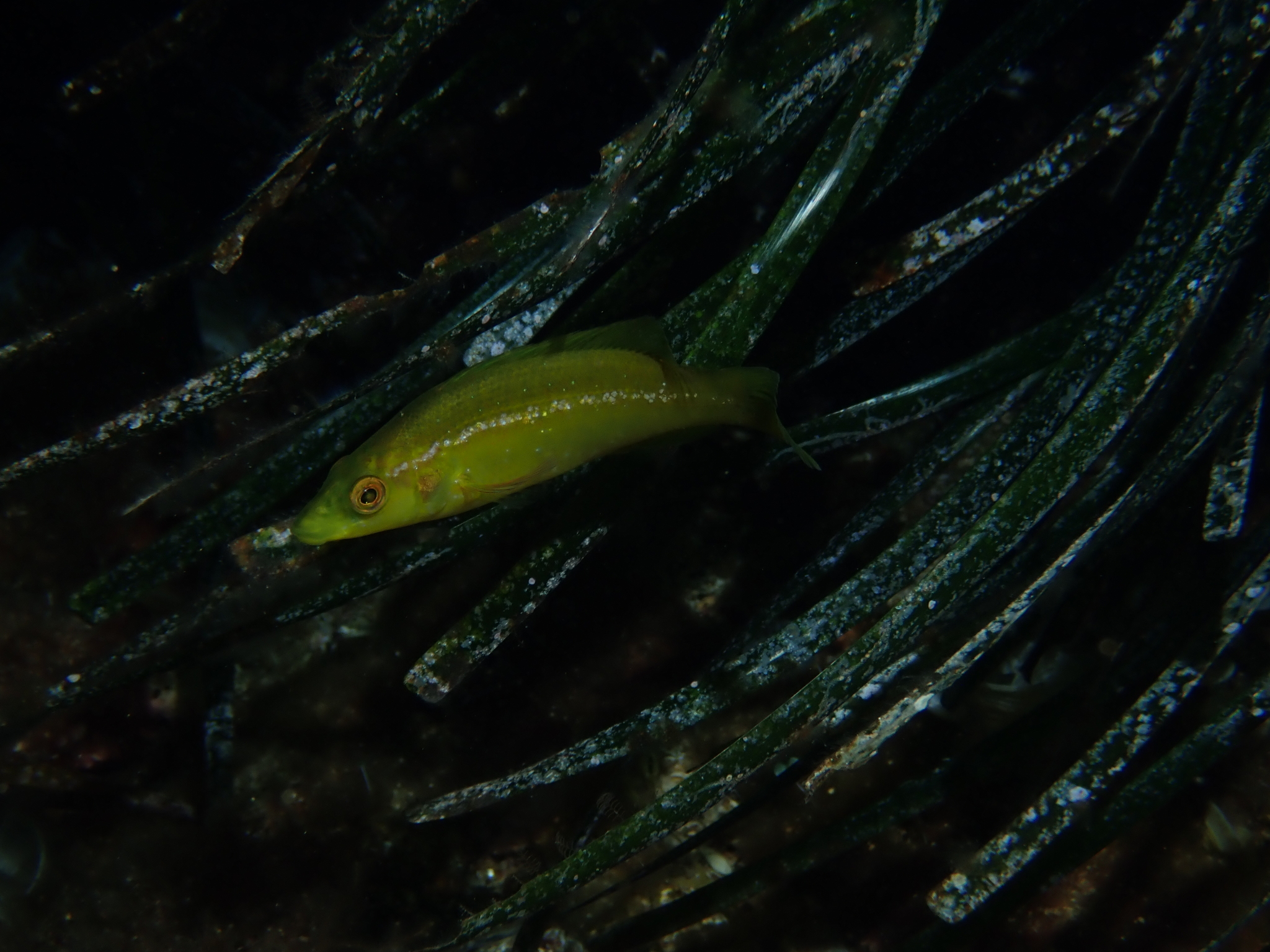
un jeune labre merle camouflé dans l'herbier.

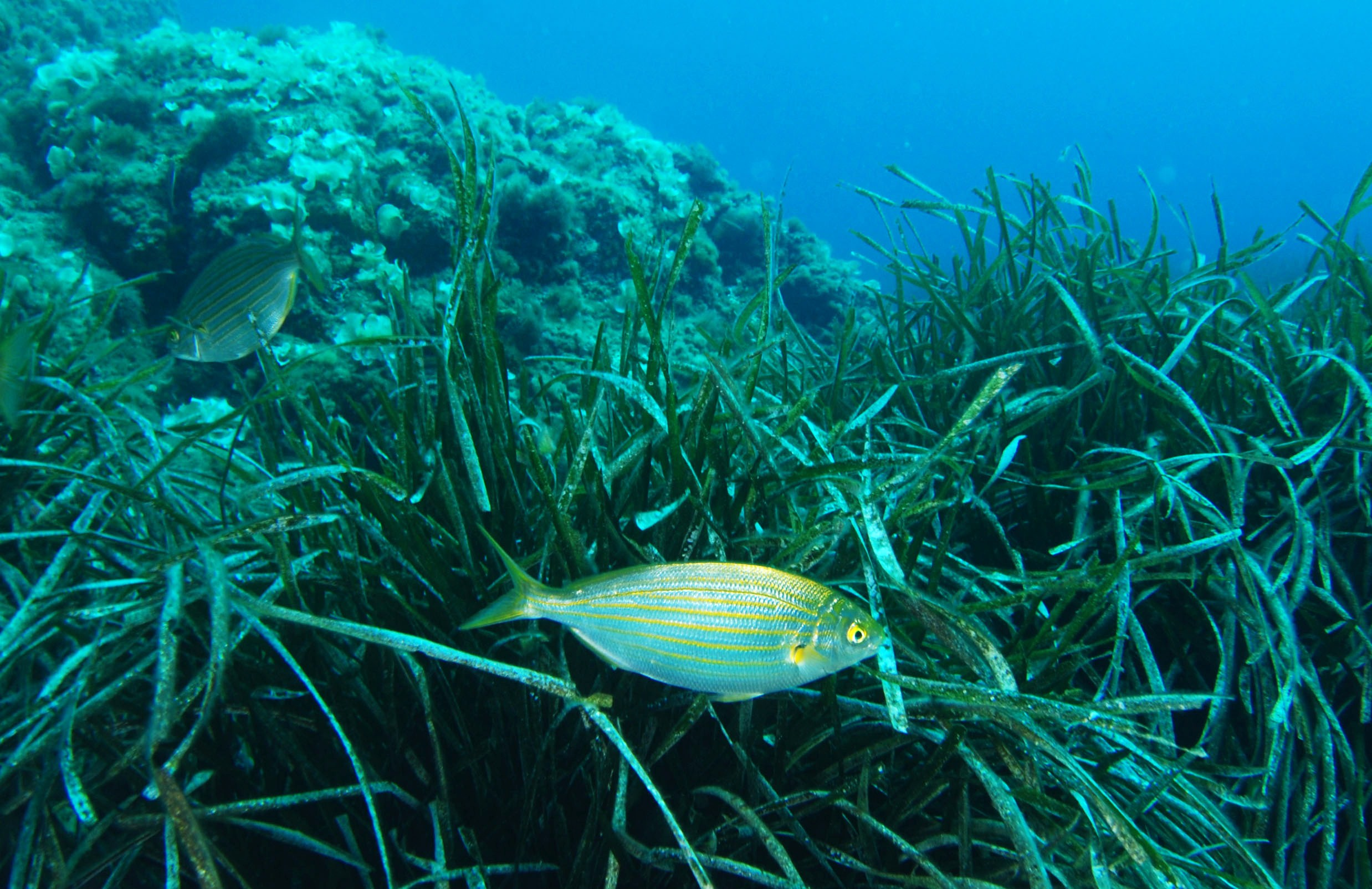
Deux saupes, poissons herbivores.
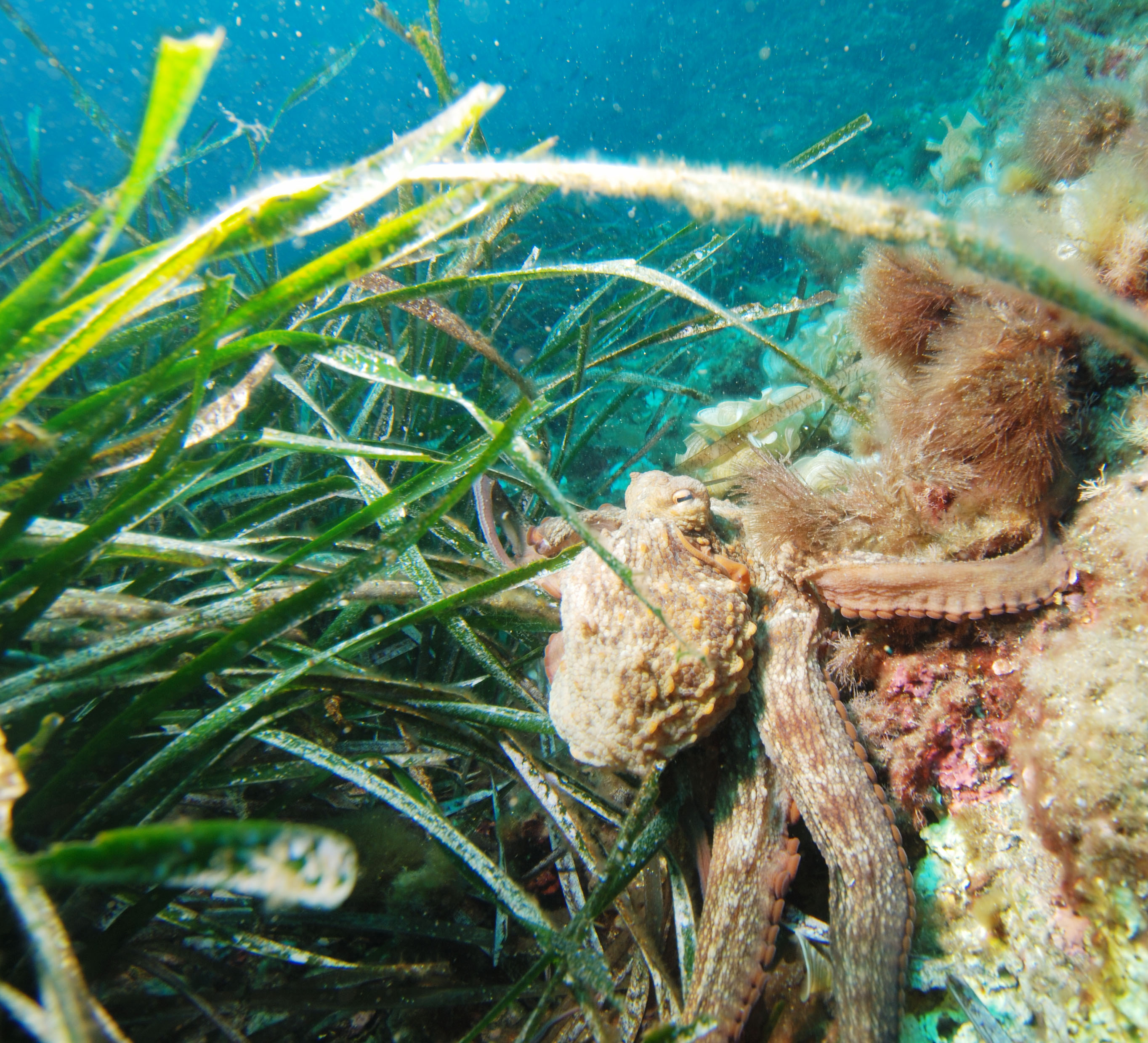
Un poulpe dans un herbier.

## Utilisation
Les herbiers marins sont récoltés comme engrais pour amender les sols sablonneux. Ce fut une activité importante dans le Ria de Aveiro, au Portugal, où les plantes recueillies étaient nommés moliço (en). Au début du XXe siècle, des plantes issues d'herbiers marins ont été utilisées notamment en France en guise de rembourrage de matelas, et ont été très appréciées par les forces françaises pendant la Première Guerre mondiale[réf. nécessaire]. Récemment des plantes ont été utilisés dans l'ameublement, tissées comme le rotin[réf. nécessaire].

## Perturbations et menaces qui pèsent sur les herbiers

### Facteurs de perturbations
Les perturbations naturelles telles que le broutage des herbivores, les tempêtes, les dégradations par la glace et la dessiccation font partie intégrante de la dynamique des écosystèmes marins. Les herbiers marins affichent un degré extrêmement élevé de plasticité phénotypique, s'adaptant rapidement aux variations des conditions de l'environnement. 
Les herbiers marins sont toutefois en déclin global, avec quelque 30 000 kilomètres carrés perdus au cours des dernières décennies[réf. nécessaire], notamment du fait de la pression anthropique sur ces milieux.
La principale raison de ce déclin est ainsi la perturbation occasionnée par l'homme, notamment l'eutrophisation, la destruction mécanique de l'habitat et la surpêche. L'apport excessif de nutriments (azote, phosphore) est directement toxique pour les herbiers, mais plus grave, il stimule la croissance des épiphytes et des algues flottantes macroscopiques et microscopiques. Cela se traduit par une diminution de la quantité de lumière solaire pouvant atteindre les feuilles des plantes, ce qui réduit leur photosynthèse et donc leur production primaire. La décomposition des thalles des algues et l'eutrophisation entraînent la prolifération des algues (efflorescence algale), d'où un effet rétroactif positif. Cela peut conduire à une réorganisation complète de l'écosystème, lequel peut passer d'une dominance des herbiers à une domination des algues.
 
La surpêche des grands poissons prédateurs pourrait indirectement augmenter la croissance des algues, réduisant ainsi la régulation que permet le broutage des invertébrés herbivores, tels que les crustacés et les gastéropodes, par un phénomène de cascade trophique.
Enfin, l'introduction de nouvelles espèces, comme Caulerpa taxifolia peut également avoir un impact négatif sur la diversité au sein des herbiers.

### Mesures de protection
Pour protéger et restaurer les herbiers, les mesures les plus fréquentes sont la cartographie (parfois collaborative et  participative) des herbiers, l'étude de leur état écologique, puis des mesures de sensibilisation et de travaux de réduction des niveaux de nutriments et de pollution marine, la préservation éventuellement grâce à une aire marine protégée, voire des travaux de restauration par la transplantation de plans d'herbiers.
Le gouverneur de l'État de Floride dont les eaux hébergeraient 7 espèces, de ces magnoliophytes marines, a édicté une charte de sensibilisation à la protection des herbiers, « Seagrass Awareness Month ».
Un vaste programme de surveillance des herbiers marins baptisé "Seagrass-Watch" a été initié depuis 1998 en Australie. Ses objectifs sont multiples :
- Éduquer une large communauté sur l'importance des ressources représentés par les des herbiers marins
- Sensibiliser aux questions de la gestion des zones côtières
- Renforcer la capacité des acteurs locaux à l'utilisation de méthodes scientifiques standardisées
- Effectuer une surveillance à long terme des herbiers et l'état de l'habitat côtier
- Fournir un système d'alerte précoce des changements de l'environnement côtier
- Soutenir les mesures de conservation qui assurent la résilience à long terme des écosystèmes des herbiers marins[24]

Cette organisation édite régulièrement le périodique Seagrass-Watch Magazine dont les articles couvrent essentiellement le monde anglophone.
Une autre organisation de nom similaire, le projet Seagrass, ayant un but analogue, est cofondée par la biologiste Leanne Cullen-Unsworth.

## Taxonomie

### Liste des genres
En 1970, Cornelis den Hartog
 classait les plantes marines en deux familles :
- Famille des Potamogetonaceae
- Famille des Hydrocharitaceae

Bien que certains auteurs respectent cette classification, le Catalogue of Life 2009 exclue les plantes constitutives des herbiers marins des Potamogetonaceae pour les classer dans trois familles : Zosteraceae, Posidoniaceae et Cymodoceaceae.
La classification fait ainsi état de 12 genres répartis en 4 familles :
- Famille des Zosteraceae

1 Zostera
2 Phyllospadix
3 Heterozostera
Certains auteurs (Tomlinson et Posluszny, 2001) décrivent aussi le genre Nanozostera d'autres (Les, Moody, Jacobs et Bayer, 2002) proposant de fusionner les genres Heterozostera et Nanozostera dans le genre Zostera.
- Famille des Posidoniaceae

4 Posidonia
- Famille des Cymodoceaceae

5 Halodule
6 Cymodocea
7 Syringodium
8 Thalassodendron
9 Amphibolis
- Famille des Hydrocharitaceae

10 Enhalus
11 Thalassia
12 Halophila
Récemment, deux autres familles ont été ajoutées à cette liste car contenant, outre des plantes d'eau douce, des genres ayant donné de rares espèces d'affinité marine. Ces familles appartiennent, comme les 4 autres, à l'ordre des Najadales selon la classification classique :
- Famille des Ruppiaceae

13 Ruppia
- Famille des Zannichelliaceae

14 Lepilaena inclus en 2016 dans le genre Althenia
Cependant leur classement en tant que plantes marines est discuté. Selon  Maureen L. Sullivan :

« [...] quelles sont les conditions "artificielles" nécessaires pour conclure qu'une plante est marine ? C'est Arber qui, en 1920,  en a pour la première fois donné les quatre critères essentiels.
 (i) La plante doit croitre en milieu salé (marin), [...],
(ii) son mode de croissance doit être complètement immergé,
(iii) elle doit être en mesure de s'ancrer pour bien résister à l'action des marées,
(iv) enfin, elle doit être en mesure de mener son cycle de vie entièrement immergée notamment sa pollinisation (pollinisation hydrophile).
 Les 12 (premiers) genres  nommés ci-dessus satisfont à toutes ces exigences. Cinq autres genres de plantes, Zannichellia, Lepilaena, Althenia, Ruppia, et certaines espèces de Potamogeton, semblent satisfaire aussi à ces exigences, mais, du fait que ces plantes croissent principalement en eau saumâtre, et tolèrent une large gamme de salinité, elles ne sont pas véritablement marines. »

De fait, pour définir les espèces véritablement marines, un cinquième critère a été proposé par den Hartog et Kuo : la faible tolérance aux variations de salinité des espèces strictement marines. En d'autres termes, les espèces marines sont sténohalines, par opposition aux espèces non strictement marines qui sont, elles, euryhalines.

### Clé d'identification
Clé multicritères
Une clé dichotomique d'identification des douze premiers genres d'« Herbes Marines » (Seagrass), a été proposée par C. den Hartog en 1970.
Le principal intérêt de cette clé réside dans le fait qu'elle repose sur des critères morphologiques des parties stériles des plantes, excluant de facto les critères relatifs aux organes reproducteurs. Il l'affranchit ainsi de toute notion de famille. De fait l'évolution de la classification, depuis la monographie, de den Hartog n'a pas conduit à l'obsolescence de cette clé.
Dans les lignes qui suivent, le chiffre à gauche du nom de genre reprend celui du chapitre « Liste des genres » :
- I) Feuille ligulée
  - II) Existence de cellules à tanin
    - III) Rhizomes monopodial, herbacé, muni de petites pousses latérales. 
Gaine des feuilles persistant plus longtemps que les feuilles elles-mêmes
      - IV) Rhizome très épais, produisant çà et là des pousses rampantes latérales.
A la basse de chaque groupe de feuilles existe des restes de gaines avec de long poils ressemblant à de la paille.
Bout de feuilles tronqué ou dilaté, entier (c'est-à-dire non denté NDT)...........................................................................................4 Posidonia
      - IV) Rhizome fin, avec une courte pousse dressée à chaque extrémité.
 Feuilles dont le sommet a une forme différente (Bifide, dentelée ou pointue)
        - V) Feuilles aplaties
          - VI) 3 nervures.....................................................................................................................................................................5 Halodule (=Diplanthera)
          - VI) 7 à 17 nervures.............................................................................................................................................................6 Cymodocea

        - V) Feuilles terminées en pointe (subulées)...............................................................................................................................7 Syringodium

    - III) Rhizomes sympodial, ligneux, muni de pousses dressées allongées.
Limbe de la feuille tombant avec sa gaine
      - VII) Rhizomes avec une ou deux pousses peu ou pas ramifiées tous les 5 inter-nœuds.
Racines, à chaque inter-nœud, précédant l'émergence des tiges.
Feuilles à nervures parallèles, à apex à denticules obtuses............................................................................................................8 Thalassodendron
      - VII) Rhizomes avec 1 ou 2 racines à chaque inter-nœud et une tige extrêmement ramifiée à des intervalles de 4 à 8 inter-nœuds.
Feuilles à nervures pseudo-parallèles, entières, avec apex bi-denté ou obtus.................................................................................9 Amphibolis

  - II) Pas de cellule à tanin
    - VIII) Rhizomes monopodial, herbacé, avec une courte pousse latérale à chaque nœud et deux cordons vasculaires en surface
      - IX) Rhizomes avec inter-nœuds allongés et une ou deux racines fines et longues à chaque nœud.
Limbe de la feuille fin, translucide à bords entiers ou, rarement, légèrement denté.
Gaine de la feuille caduque, quelquefois cependant, il reste sous cette gaine une partie basale écailleuse.................................1 Zostera
      - IX) Rhizomes dotés d'inter-nœuds courts et épais et 2 (ou plus) racines courtes et épaisses à chaque inter-nœud
Limbe de la feuille coriace, bordées de petites cellules.
La partie basale de la gaine de la feuille se désagrège, avec l'âge, en paquets de fibres fines et laineuses..................................2 Phyllospadix

    - VIII) Rhizomes sympodial, ligneux, avec une pousse dressée non ramifiée à chaque nœud.
4 à 12 cordons vasculaires (cortical layer) en surface.............................................................................................................................3 Heterozostera
- I) Feuille sans ligule
  - X) Feuilles par paires ou en pseudo-verticilles, différentiées en un pétiole et un limbe.
Limbe de la feuille ovale, elliptique, lancéolé ou linéaire..........................................................................................................................12 Halophila
  - X) Feuilles non différenciées en un pétiole et un limbe. Distiques, oblongues linéaires ou strictement linéaires.
    - XI) Rhizomes fin, avec à chaque extrémité une pousse dressée latéralement.
10 à 20 paires de feuille oblongues linéaires, sessiles et denticulées..................................................................................................12 Halophila spinulosa
    - XI) Rhizomes épais, émettant çà et là des tiges latérales munies d'une longue feuille en ruban.
      - XII) Rhizomes ayant au moins 1 cm de diamètre, couvert de lambeaux noirs et fibreux.
 Racines ressemblant à de la corde.
Feuilles de 12,5 à 17,5 mm de large..............................................................................................................................................10 Enhalus
      - XII) Rhizomes ayant au moins 0,5 cm de diamètre, avec des racines fines .
Inter-nœuds possédant des cannelures longitudinales et une écaille à chaque extrémité.
Feuilles ayant de 0,5 à 1 cm de large............................................................................................................................................11 Thalassia

Clé simplifiée
Phillips et Menez en 1988 ont proposé une clé simplifiée qui n'utilise le type de ramification des rhizomes que pour séparer les genres Zostera et Heteozostera.

Ce critère répartit les 14 genres en deux groupes :
- genres à rhizomes de structure monopodiale : Enhalus, Cymodocea, Halodule, Halophila, Phyllospadix, Posidonia, Syringodium, Thalassia, Zostera, Ruppia,
- genres à rhizomes de structure sympodiale : Amphibolis, Heterozostera, Thalassodendron[29],[30], Lepilaena/Althenia.

### Ancêtres des Magnoliophytes marines
Des fossiles difficiles à étudier
L'origine des Magnoliophytes marines est encore très mal connue. Leurs fossiles sont extrêmement rares et très difficiles à interpréter. Certaines découvertes ont été attribuées à tort à ce groupe de plantes.
En particulier Archeozostera découverte dans des terrains Crétacés du Japon s'est avérée non seulement ne pas être une Magnoliophytes mais même ne pas être les restes fossiles d'une plante.
De même Thalassocharis appartenant au Crétacé de Westphalie (Allemagne) et de Maastricht (Pays-Bas) ne serait pas les restes fossiles d'une plante aquatique.
Le seul genre dont l'origine Crétacé est confirmée est Posidonia, avec :
- Posidonia cretacea Hosius and von der Mark
- Posidonia parisiensis (Brongniart) Fritel
- Posidonia perforata de Saporta & Marion[31] , [32].

Un autre genre fossile du Maastrichtien (Crétacé supérieur), Thalassotaenia a été étudié. Ce genre pourrait être l'ancêtre du clade Cymodoceaceae–Posidoniaceae–Ruppiaceae.
D'autre fossiles ont été découverts dans les terrains plus récents de l'Eocène d'Avon-Park (Floride) :
- Thalassodendron auricula-leporis den Hartog
- Cymodocea floridana  den Hartog
- Thalassia testudinum

Dans des dépos marins du Miocène de Sulawesi (Célèbes) ont été récoltés des fossiles bien préservés de Cymodocea serrulata attribué à l'espèce Cymodocea micheloti Wat.
Des plantes d'origine multiple
Les Magnoliophytes marines sont issues de plantes terrestres qui se sont adaptées progressivement au milieu marin. La diversité de ces plantes a amené à l'hypothèse selon laquelle la transition qui les a conduit du milieu terrestre au milieu marin a peut-être eu lieu à des époques géologiques différentes selon les espèces. Une étude phylogénétique a conduit à la conclusion que trois lignées ont indépendamment effectué ce passage :
1. les Zosteraceae,
2. le complexe Cymodoceaceae composé des Cymodoceaceae, des Posidoniaceae et des Ruppiaceae,
3. les Hydrocharitaceae.

## Réglementation
En Europe, la directive Habitats imposent aux Etats une désignation et une gestion appropriée des zones Natura 2000 en mer pour certains habitats de zostères. La directive cadre sur l'eau (DCE) désigne les zostères comme un élément à inclure dans l'évaluation de la qualité écologique des eaux de transition.
La posidonie de Méditerranée est strictement protégée autant au niveau français (Loi relative à la protection de la nature n° 76.629 du 10 juillet 1976, arrêté ministériel du 19 juillet 1988, « Loi littorale » n° 86.2 du 3 janvier 1986, Loi sur l'eau n° 92.3 du 3 janvier 1992) qu'européen (convention de Berne de 1979, annexe 1 de la directive Habitats de l'Union Européenne du 21 mai 1992) et méditerranéen (Convention de Barcelone de 1976). 
Les herbiers marins sont aussi pris en compte par l'Unesco depuis la conférence de Rio en 1992.
En mai 2022, l'Assemblée générale de l'ONU a adopté la résolution A/RES/76/265 proclamant le 1er mars Journée mondiale des herbiers marins. Cette résolution souligne l'urgente nécessité de susciter une prise de conscience à tous les niveaux, et de promouvoir et de faciliter les initiatives en faveur de la conservation des herbiers marins.